# 米歇尔·戴尼奥
米歇尔·戴尼奥（法語：Michel Daignault，1966年6月25日—），加拿大男子短道速滑运动员。他曾代表加拿大参加1988年和1992年冬季奥林匹克运动会短道速滑比赛，获得一枚银牌。

## 家庭
弟弟洛朗·戴尼奥。

## 资料来源
- Michel Daignault-国际滑冰联盟（ISU）
- Michel Daignault-Olympedia